# Niponiosomatidae
Niponiosomatidae é uma família de milípedes pertencente à ordem Chordeumatida.
Géneros:
- Niponiosoma Verhoeff, 1941
- Taiwaneuma Mikhaljova, Golovatch & Chang, 2011